# Hansheinz Hauser

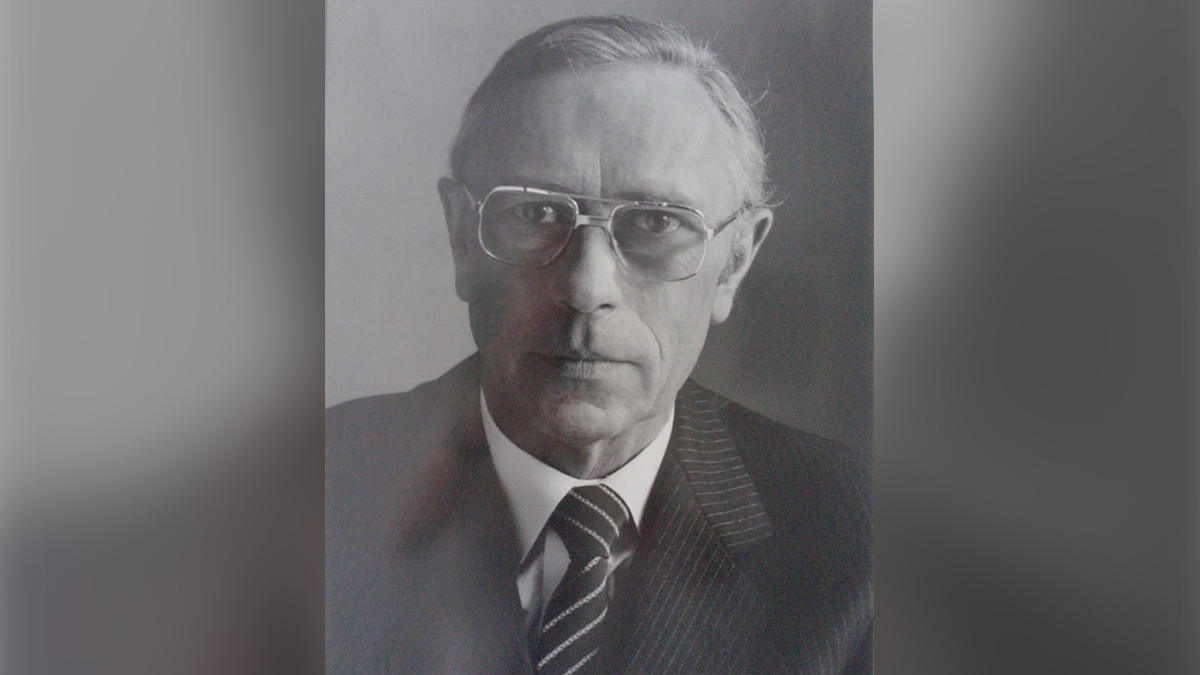
Porträt von Hansheinz Hauser

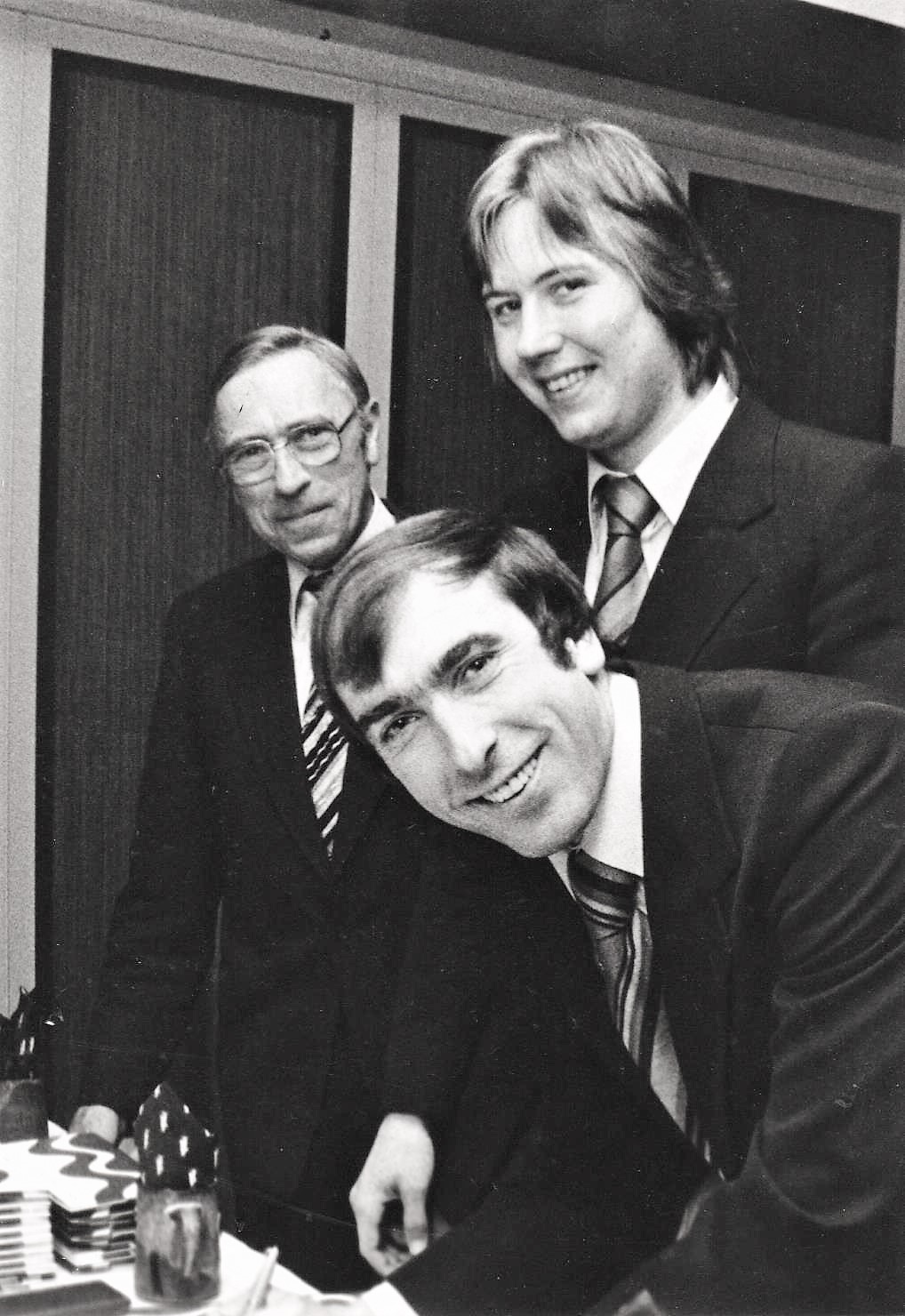
Hansheinz Hauser (hinten) mit Eishockeyspieler Lothar Kremershof und Trainer Otto Schneitberger (ca. 1978).

Hansheinz Hauser (* 23. Juni 1922 in Krefeld; † 11. Mai 2020 ebenda) war ein deutscher Politiker (CDU).

## Leben und Beruf
Hansheinz Hauser wurde als Sohn des Bäckermeisters und späteren Oberbürgermeisters von Krefeld Johannes Hauser geboren. Nach dem Besuch der Volksschule und dem kirchlichen Internat in Neuss absolvierte er eine Bäckerlehre in Krefeld, die er 1939 mit der Gesellenprüfung abschloss. Direkt im Anschluss absolvierte er noch eine Konditorenlehre in Köln, die er 1941 ebenfalls mit der Gesellenprüfung beendete. Von 1942 bis 1945 nahm er als Soldat am Zweiten Weltkrieg teil.
Nach dem Kriegsende beteiligte sich Hauser am Wiederaufbau des elterlichen Betriebes. Er bestand 1947 die Meisterprüfung im Bäckerhandwerk und war seit 1956 als selbständiger Bäcker- und Konditormeister in Krefeld tätig. Zunächst Vorsitzender der Landesmittelstandsvereinigung Nordrhein-Westfalen, war er von 1985 bis 2002 Präsident der Handwerkskammer Düsseldorf und von 1989 bis 2004 Vorsitzender des Rheinisch-Westfälischen Handwerkerbundes bzw. Nordrhein-Westfälischen Handwerkstages (NWHT). Daneben engagierte er sich in mehreren Verbänden und Selbsthilfeeinrichtungen (BÄKO) des Bäckereihandwerkes.
Hauser war seit 1956 verheiratet und hatte vier Kinder.

## Partei
Hauser schloss sich 1947 der Jungen Union (JU) an und trat 1949 in die CDU ein. Er war von 1951 bis 1956 Kreisvorsitzender der JU Krefeld und von 1966 bis 1968 Vorsitzender des CDU-Kreisverbands Krefeld, zu dessen Ehrenvorsitzenden er 1999 gewählt wurde. Außerdem war er von 1969 bis 1994 Vorsitzender der Mittelstands- und Wirtschaftsvereinigung (MIT) der CDU Rheinland bzw. Nordrhein-Westfalen sowie von 1972 bis 1995 stellvertretender Bundesvorsitzender der MIT.

## Abgeordneter
Hauser war von Oktober 1964 bis September 1999 Ratsmitglied der Stadt Krefeld. Bei der Landtagswahl 1958 wurde er in den Nordrhein-Westfälischen Landtag gewählt, dem er bis zu seiner Mandatsniederlegung am 7. Dezember 1972 angehörte.
Von 1972 bis 1990 war Hauser Mitglied des Deutschen Bundestages. Er vertrat von 1976 bis 1980 sowie von 1983 bis 1990 den Wahlkreis Krefeld und zog in den beiden anderen Wahlperioden über die Landesliste der CDU Nordrhein-Westfalen ins Parlament ein. Von 1974 bis 1990 war er Vorsitzender des Diskussionskreises Mittelstand und von 1982 bis 1990 stellvertretender Vorsitzender der Unionsfraktion. Des Weiteren war er Mitglied des Wirtschaftsausschusses des Bundestages.

## Öffentliche Ämter
Hauser amtierte vom 31. Mai 1968 bis zum 14. Januar 1982 als Oberbürgermeister der Stadt Krefeld. Er war von 1968 bis 1985 Mitglied im Hauptausschuss des Deutschen Städtetages, von 1974 bis 1976 Vorsitzender des Städtetages Nordrhein-Westfalen und von 1975 bis 1982 Vizepräsident des Deutschen Städtetages.

## Sonstige Ämter
Hansheinz Hauser war in den Jahren 1977 bis 1986 Vorsitzender des Rheinischen Bäcker-Innungsverbandes. Von 1985 bis 2002 war Hauser Präsident der Handwerkskammer Düsseldorf. In den Jahren 1989 bis 1993 führte Hauser die nordrhein-westfälische Handwerkerschaft als Präsident des Rheinisch-Westfälischen Handwerkerbundes, von 1993 bis 2003 Vorsitzender von dessen Nachfolgeorganisation Nordrhein-Westfälischer Handwerkstag. Dem Präsidium des Zentralverbandes des Deutschen Handwerks (ZDH) gehörte Hauser in den Jahren 1985 bis 1993 an.

## Ehrungen
- Bundesverdienstkreuz 1. Klasse, 1973
- Großes Bundesverdienstkreuz, 1979
- Großes Bundesverdienstkreuz mit Stern, 1988
- Verdienstorden des Landes Nordrhein-Westfalen, 1997[1]
- Großes Bundesverdienstkreuz mit Stern und Schulterband, 2000
- Brillant-Stern mit Schulterband der Republik China (Taiwan)
- Ehrenring der Stadt Krefeld
- Ehrenbürgerschaft der Stadt Krefeld, 2002
- Ehrenzeichen des Westdeutschen Handwerkskammertags, 2005
- Ehrennadelträger der Jungen Union Krefeld, 2013